# Henry Augustus Rowland
Henry Augustus Rowland (Honesdale, 27 novembre 1848 – Baltimora, 16 aprile 1901) è stato un fisico statunitense.
Un suo studio sulle proprietà magnetiche del ferro e del nichel del 1873 gli valse la considerazione e l'amicizia di James Clerk Maxwell, che furono decisive per la nomina di Rowland nel 1876 alla cattedra di chimica allora appena istituita all'Università Johns Hopkins di Baltimora.
A Rowland si deve la fondamentale dimostrazione che una carica elettrica in movimento equivale ad una corrente elettrica e reciprocamente che una corrente è il risultato del moto di cariche elettriche. Il nome di Rowland è anche particolarmente legato ai reticoli di diffrazione a riflessione, ottenuti incidendo linee parallele su una superficie speculare metallica, e ai reticoli curvi.
Impiegando i reticoli di diffrazione Rowland misurò le lunghezze d'onda di molte righe dello spettro luminoso. Lo spettro solare di Rowland, ottenuto fotograficamente usando un reticolo concavo e pubblicato a Baltimora nel 1888, è suddiviso per esigenze pratiche in 20 parti ed ha una lunghezza complessiva di 13,247 metri. La scala è suddivisa in intervalli corrispondenti ognuno ad un Ångström (un decimilionesimo di millimetro) ed è possibile distinguere con una certa approssimazione fino al valore di 0,1 Angstrom.
Fra le numerose altre ricerche di Rowland si ricorda il perfezionamento del metodo di Joule per la determinazione dell'equivalente meccanico (termodinamico) della caloria.